# Duncan Sandys
Duncan Sandys (/Sändz/) (1908-1987), senare Lord Duncan-Sandys var en brittisk konservativ politiker i Storbritannien, verksam under Winston Churchill (1940-1955),  Anthony Eden (1955-1957) och Harold Macmillan (1957 - 1963). Han påbörjade sin karriär i det brittiska samhällets tjänst som diplomat 1930. År 1935 gifte han sig med Winston Churchills dotter Diana, som då var nyfrånskild från baron Sir John Milner Bailey.  Sandys äktenskap med Diana resulterade i tre barn – bland dem skulptören Edwina Sandys – och varade fram till skilsmässan 1960.
Duncan Sandys bemyndigades år 1943 att leda ett projekt som gick ut på att undanröja eller minimera skadorna av de tyska raketvapnen.  Vid Peenemünde låg under åren 1937–1943 två raketforskningsanläggningar: Heeresversuchsanstalt eller "Peenemünde-Ost" som tog fram V-2, den andra var "Erprobungsstelle der Luftwaffe Peenemünde-West" som utvecklade V-1, en aerodynamisk robot. Sandys lyckades driva igenom bombningarna av Peenemünde 1943 samt ett kraftigt utbyggt luftvärnsförsvar längs den engelska sydkusten med uppgift att oskadliggöra V-1-raketer.  
Efter Andra världskriget innehade Sandys under åren 1951–64 ett flertal ministerposter i konservativa regeringar. Han ansvarade bland mycket annat för avvecklingen av ett betydande antal brittiska kolonier.
1969 - 1984 var Duncan-Sandys president i Europa Nostra och verkade aktivt för byggnadsvård och det europeiska kulturarvets bevarande.